# 円座駅
円座駅（えんざえき）は、香川県高松市円座町にある、高松琴平電気鉄道琴平線の駅である。駅番号はK09。

## 歴史
- 1926年（大正15年）12月21日 - 琴平電鉄の駅として開業。
- 1943年（昭和18年）11月1日 - 会社合併により高松琴平電気鉄道琴平線の駅となる。
- 2006年（平成18年）2月28日 - スロープ新設工事完成によりバリアフリー化。

## 駅構造

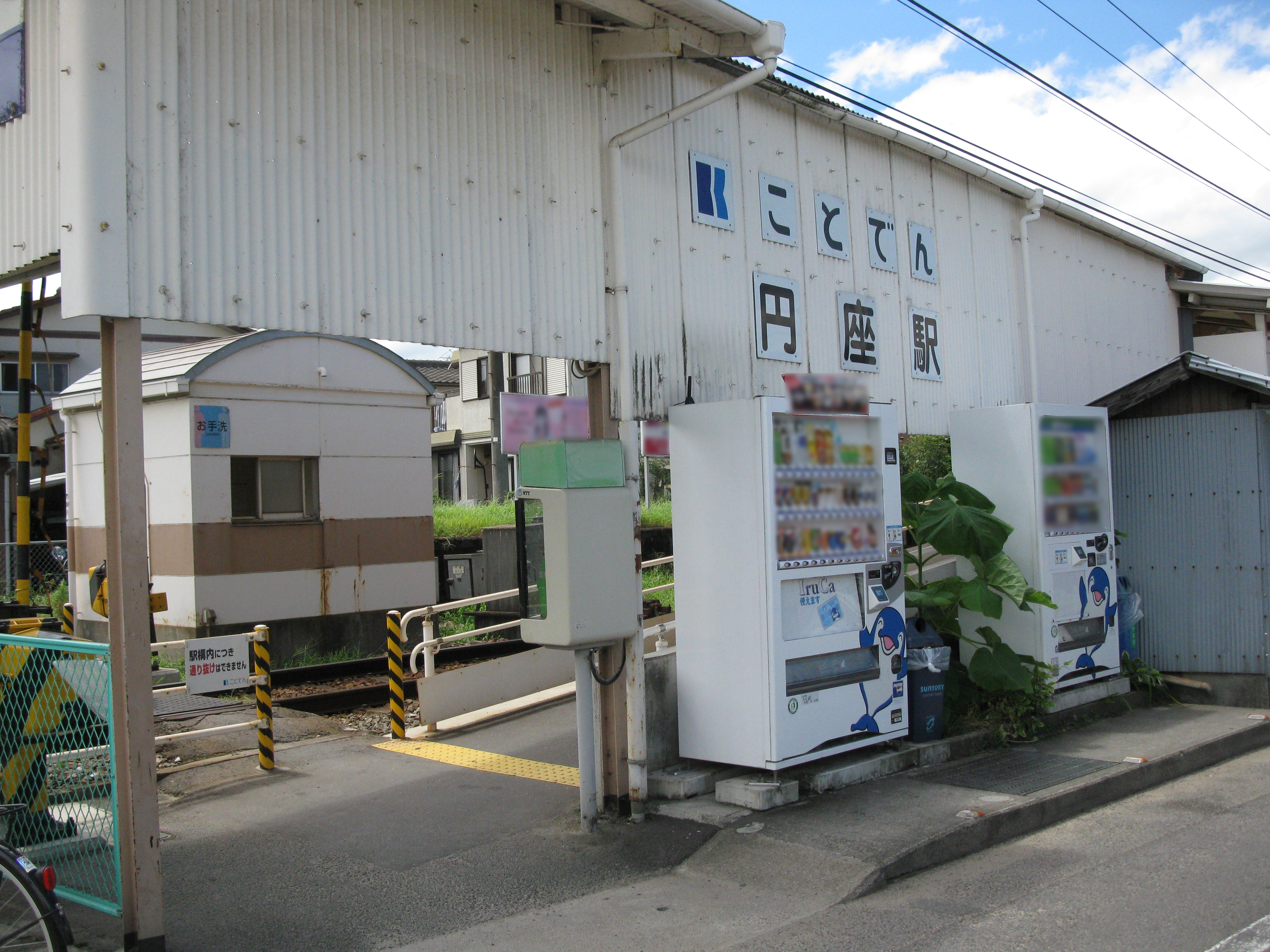
円座駅入口

単式ホーム1面1線を有する。当初は交換可能駅で、廃ホームの遺構が残る。
以前は委託駅で委託駅員が出札・集札業務を行っていたが現在は無人化され、ポール型の簡易式自動券売機が設置されている。
便所は構内踏切を渡ったホームの向かい側にある。水洗式。

## 利用状況
2001年には、1日あたり1,662人の利用者数があったが、いったん減少ののち、2018年には1,752人/日の利用まで持ち直している。
| 1日乗降人員推移 | 1日乗降人員推移 |
| 年度            | 1日平均人数     |
| --------------- | --------------- |
| 2011年          | 1,423           |
| 2012年          | 1,471           |
| 2013年          | 1,461           |
| 2014年          | 1,472           |
| 2015年          | 1,608           |
| 2016年          | 1,687           |
| 2017年          | 1,702           |
| 2018年          | 1,752           |
| 2019年          | 1,729           |
| 2020年          | 1,413           |

## 駅周辺
- 香川県道44号円座香南線
  - 同線の当駅近くにあるバス停は、以前は「電車場」という名称だったが、2002年の琴電の新体制発足の際、「ことでん円座駅前」に改名された。ことでんバス由佐線の岩崎行、高松駅行（上り）が発着する。
- フジ高松事務所（旧マルナカ本部→旧マックスバリュ西日本四国事務所）・マルナカ円座店
円座店は2020年7月29日に旧店舗（同年7月5日営業終了）の西側にあった旧物流センター跡地に移転開業。
- 円座コミュニニティセンター[3]
- 高松市立円座小学校
- 円座百華保育園
- 高松市立円座幼稚園

## 隣の駅
高松琴平電気鉄道
■琴平線
一宮駅（K08） - 円座駅（K09） - 岡本駅（K10）

## 画像

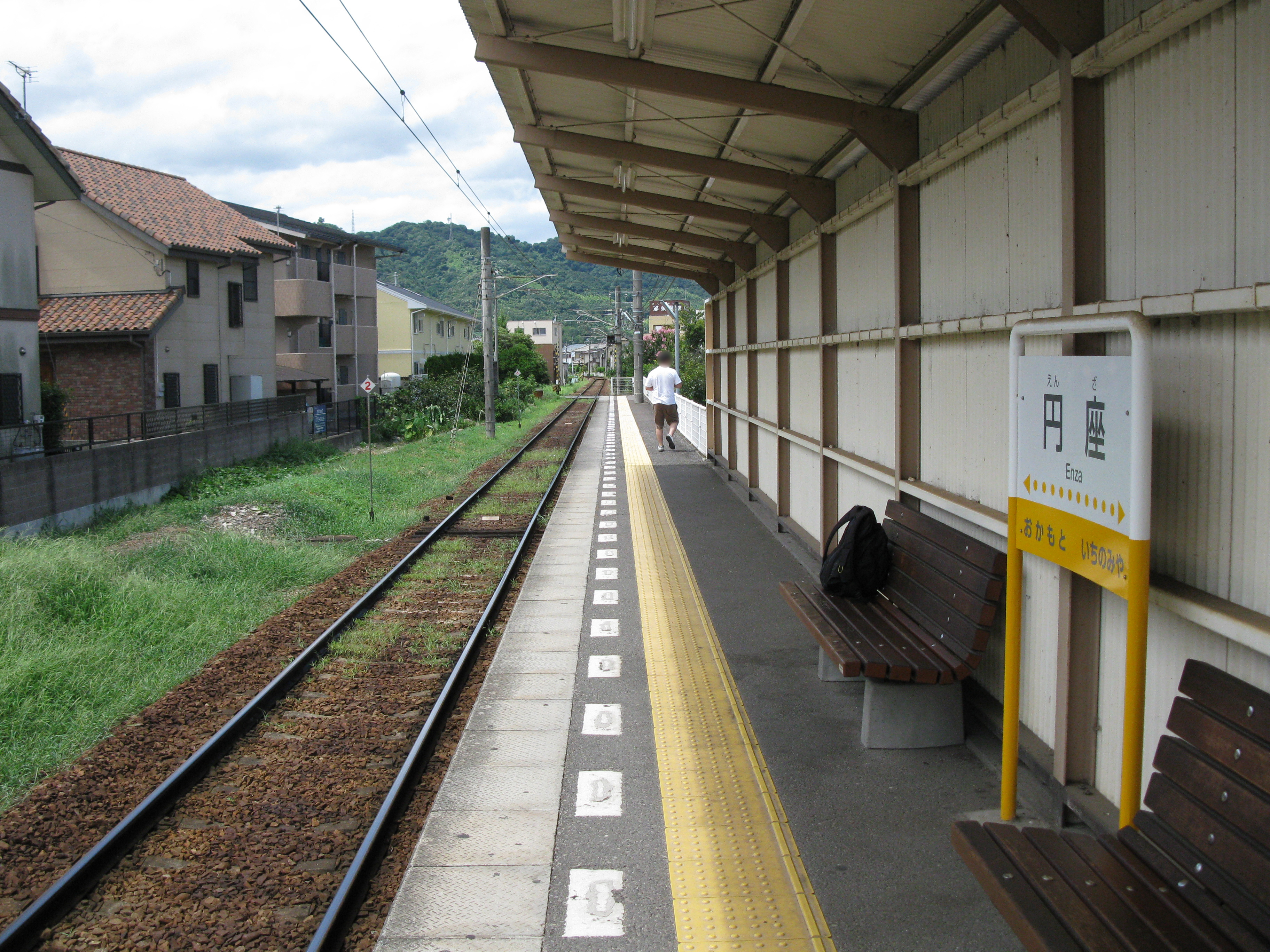
構内　一宮方より　左手に廃ホーム跡